# A Star-Crossed Wasteland
A Star-Crossed Wasteland – trzeci album studyjny amerykańskiego zespołu muzycznego In This Moment. Wydawnictwo ukazało się 13 lipca 2010 roku nakładem wytwórni muzycznej Century Media Records. Gościnnie na albumie wystąpił grecki gitarzysta Gus G., znany z występów w zespole Ozzy’ego Osbourne’a.
Album dotarł do 40. miejsca listy Billboard 200 w Stanach Zjednoczonych sprzedając się w nakładzie 10 tys. egzemplarzy w przeciągu tygodnia od dnia premiery.

## Lista utworów
Opracowano na podstawie materiału źródłowego.
| Edycja podstawowa | Edycja podstawowa                         | Edycja podstawowa                                                               | Edycja podstawowa |
| Nr                | Tytuł utworu                              | Autorzy                                                                         | Długość           |
| ----------------- | ----------------------------------------- | ------------------------------------------------------------------------------- | ----------------- |
| 1.                | „The Gun Show”                            | Maria Brink, Chris Howorth, Blake Bunzel, Jeff Fabb, Kyle Konkiel, Kevin Churko | 4:47              |
| 2.                | „Just Drive”                              | Brink, Howorth, Bunzel, Fabb, Konkiel, Churko                                   | 3:27              |
| 3.                | „The Promise” (gościnnie: Adrian Patrick) | Brink, Howorth, Bunzel, Fabb, Konkiel, Churko                                   | 4:28              |
| 4.                | „Standing Alone”                          | Brink, Howorth, Bunzel, Fabb, Konkiel, Churko                                   | 3:51              |
| 5.                | „A Star-Crossed Wasteland”                | Brink, Howorth, Bunzel, Fabb, Konkiel, Churko                                   | 4:31              |
| 6.                | „Blazin'”                                 | Brink, Howorth, Bunzel, Fabb, Konkiel, Churko                                   | 4:21              |
| 7.                | „The Road” (gościnnie: Gus G.)            | Brink, Howorth, Bunzel, Fabb, Konkiel, Churko                                   | 4:04              |
| 8.                | „Iron Army”                               | Brink, Howorth, Bunzel, Fabb, Konkiel, Churko                                   | 3:27              |
| 9.                | „The Last Cowboy”                         | Brink, Howorth, Bunzel, Fabb, Konkiel, Churko                                   | 3:54              |
| 10.               | „World in Flames”                         | Brink, Howorth, Bunzel, Fabb, Konkiel, Churko                                   | 5:21              |
|                   |                                           |                                                                                 | 42:11             |

| Edycja rozszerzona | Edycja rozszerzona                        | Edycja rozszerzona                                                              | Edycja rozszerzona |
| Nr                 | Tytuł utworu                              | Autorzy                                                                         | Długość            |
| ------------------ | ----------------------------------------- | ------------------------------------------------------------------------------- | ------------------ |
| 1.                 | „The Gun Show”                            | Maria Brink, Chris Howorth, Blake Bunzel, Jeff Fabb, Kyle Konkiel, Kevin Churko | 4:47               |
| 2.                 | „Just Drive”                              | Brink, Howorth, Bunzel, Fabb, Konkiel, Churko                                   | 3:27               |
| 3.                 | „The Promise” (gościnnie: Adrian Patrick) | Brink, Howorth, Bunzel, Fabb, Konkiel, Churko                                   | 4:28               |
| 4.                 | „Standing Alone”                          | Brink, Howorth, Bunzel, Fabb, Konkiel, Churko                                   | 3:51               |
| 5.                 | „A Star-Crossed Wasteland”                | Brink, Howorth, Bunzel, Fabb, Konkiel, Churko                                   | 4:31               |
| 6.                 | „Blazin'”                                 | Brink, Howorth, Bunzel, Fabb, Konkiel, Churko                                   | 4:21               |
| 7.                 | „The Road” (gościnnie: Gus G.)            | Brink, Howorth, Bunzel, Fabb, Konkiel, Churko                                   | 4:04               |
| 8.                 | „Iron Army”                               | Brink, Howorth, Bunzel, Fabb, Konkiel, Churko                                   | 3:27               |
| 9.                 | „The Last Cowboy”                         | Brink, Howorth, Bunzel, Fabb, Konkiel, Churko                                   | 3:54               |
| 10.                | „World in Flames”                         | Brink, Howorth, Bunzel, Fabb, Konkiel, Churko                                   | 5:21               |
| 11.                | „Remember”                                | Brink, Howorth, Bunzel, Fabb, Konkiel, Churko                                   | 4:23               |
| 12.                | „A Star-Crossed Wasteland” (unplugged)    | Brink, Howorth, Bunzel, Fabb, Konkiel, Churko                                   | 4:50               |
|                    |                                           |                                                                                 | 51:24              |

## Notowania
| Lista                        | Kraj              | Pozycja |
| ---------------------------- | ----------------- | ------- |
| Billboard 200                | Stany Zjednoczone | 40      |
| Billboard Independent Albums | Stany Zjednoczone | 1       |
| Billboard Hard Rock Albums   | Stany Zjednoczone | 4       |
| Billboard Alternative Albums | Stany Zjednoczone | 8       |
| Billboard Top Rock Albums    | Stany Zjednoczone | 13      |